# Condado de Marshall (Illinois)
El condado de Marshall es un condado estadounidense, situado en el estado de Illinois. Según el censo de los Estados Unidos de 2000, la población es de 13 180 habitantes. La cabecera del condado es Lacon. 

## Colindancias
- Condado de Putnam - norte
- Condado de LaSalle - este
- Condado de Woodford - sur
- Condado de Peoria - suroeste
- Condado de Stark - oeste
- Condado de Bureau - noroeste

## Ciudades y pueblos
- Henry
- Hopewell
- La Rose
- Lacon
- Sparland
- Toluca
- Varna
- Washburn
- Wenona

## Lugares designados por el censo
- Camp Grove
- East Wenona
- Hopewell Estates
- Leeds
- Pattonsburg
- Saratoga Center
- Wilbern